# Torre de la 'Minyona'

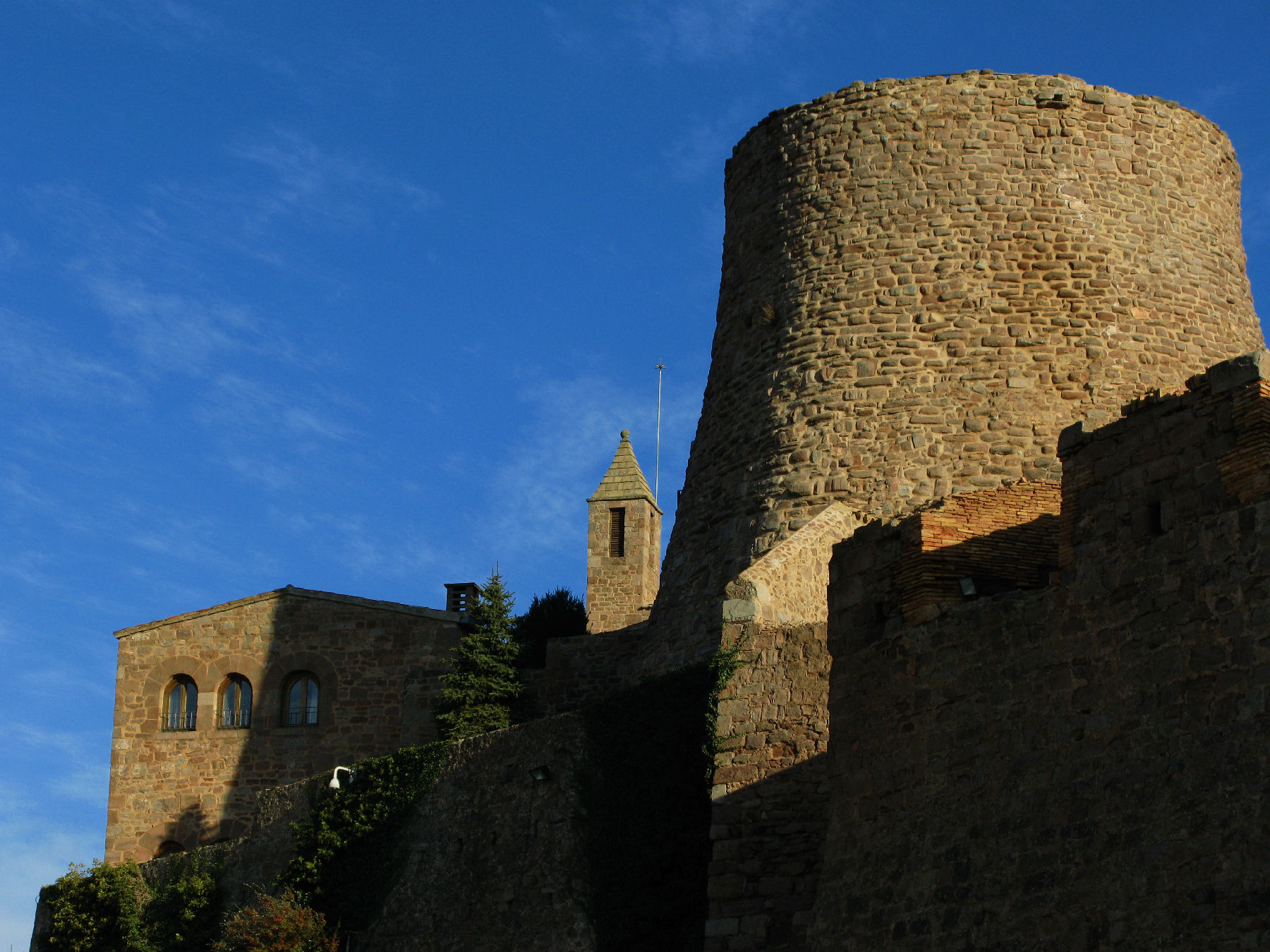
Torre de la 'Minyona'

La Torre de la 'Minyona' (en español 'doncella') es una torre de origen medieval (siglo XI) del castillo de Cardona. Actualmente se encuentra a la mitad de su estatura original: la torre tiene 24 metros de altura y una base de más de 10 metros de diámetro. En su origen, tenía una considerable altura de casi veinte metros, que junto al lugar donde se encuentra, le daban un gran valor como lugar de vigilancia. Además su solidez y su relativo aislamiento la hacían un excelente polvorín y un calabozo seguro. 
El año 1812, durante la Guerra del Francés se recortó y eliminó el piso superior y se dejó prácticamente en el aspecto actual.
Es junto con la Montaña de Sal uno de los atractivos turísticos más visitados de Cardona. 

## Leyenda
Hace muchos años, Cataluña estaba siendo conquistada por guerreros musulmanes. Cardona era un pueblo amurallado con un castillo de piedra y de arena. Las fiestas en el Castillo estaban próximas y todo el mundo hacía los preparativos. El Duque de Cardona invitó al príncipe musulmán (bereber) Abdalà a ir a la fiesta y él aceptó la invitación.
Durante la fiesta, la hija del duque, Adalés, paseaba silenciosa y discreta por los jardines del castillo. Abdalà salió a dar una vuelta, cuando lo sorprendió la belleza de Adalés. Se enamoraron el uno del otro, y se juraron amor eterno. Pronto empezaron a verse por la noche y a escondidas, porque sabían que si los descubrían sus dos pueblos entrarían en guerra. 
Las cosas no eran nada fáciles y un día fueron descubiertos. El duque estalló de ira al saber la noticia, y como castigo condenó su hija encerrándola por siempre jamás en una torre redonda que había en el castillo. A Abdalà, le prohibió volver a entrar en sus tierras y le declaró la guerra.
Para que la doncella no pudiera hablar nunca más con nadie, el sirviente que le traía un poco de pan y agua cada día, era ciego y mudo. La doncella continuó allí encerrada durante largo tiempo. Un día su padre, el duque, accedió a perdonarla escuchando los consejos de los nobles, pero cuando llegó a Cardona, lo esperaban los pajes para decirle que su hija estaba envuelta con mantas a la puerta de la torre. Había muerto de amor y de pena. Durante su triste estancia allí, grabó una cruz en la puerta con sus uñas. Así demostró que su amor no la había hecho renunciar nunca a su fe. 
Cuenta la leyenda, que a las doce de la noche se puede ver a Abdalà rondando a lomos de su caballo por la torre -desde entonces llamada "Torre de la 'Minyona'"-. Venía a buscar su querida Adalés.